# Hydaticus torosus
Hydaticus torosus är en skalbaggsart som beskrevs av Guignot 1947. Hydaticus torosus ingår i släktet Hydaticus och familjen dykare. Inga underarter finns listade i Catalogue of Life.